# 清华大学水利水电工程系
清华大学水利水电工程系，简称水利系，主要从事水文学、水力学、水利水电工程、河川枢纽、岩土工程、工程项目管理等方面研究。

## 历史[3]
- 1929年，清华大学设立土木工程系，其中包括水利组。
- 1933年，旧水利馆（水利实验室）建成。
- 1951年，教育部决定设立水利工程系、水利发电工程系。
- 1952年，全国高校院系调整，成立水利工程系。
- 1955年，新水利馆建成。
- 1958年，水利电力部清华大学水利水电勘测设计院成立。
- 1958年，在周恩来指示下，水利系主持密云水库及白河水库、潮河水库设计，工地上成立设计代表组，水利系学生参加劳动和监理工作。
- 1969年，陆续前往三门峡基地“开门办学”。
- 1978年，三门峡基地撤销。
- 1981年，泥沙实验室建成。
- 1988年，更名为水利水电工程系。
- 2000年，参与组建土木水利学院。
- 2002年，为庆祝50年系庆，建成雕塑“智者乐水，仁者乐山”。[4]

## 机构
- 河川枢纽研究所
- 岩土工程研究所
- 河流研究所
- 水力学研究所
- 水资源研究所
- 工程设计研究所
- 施工管理与建设技术研究所